# Gare de Moyeuvre-Grande
Gare de Moyeuvre-Grande vasútállomás Franciaországban, Moyeuvre-Grande településen.

## Vasútvonalak
Az állomást az alábbi vasútvonalak érintik:
- Saint-Hilaire-au-Temple-Hagondange-vasútvonal

## Kapcsolódó állomások
A vasútállomáshoz az alábbi állomások vannak a legközelebb:
- Gare de Jœuf
- Gare de Rombas - Clouange